# Wolf Goette
Wolf Goette (* 9. August 1909 in Leipzig; † 8. Oktober 1995 ebenda) war ein deutscher Schauspieler.

## Leben
1940 begann Wolf Goette als Jungschauspieler am Deutschen Theater in Prag. Nach dem Zweiten Weltkrieg arbeitete er an den Bühnen der Landeshauptstadt Dresden und ging anschließend an das Deutsche Nationaltheater Weimar, an welchem er bis 1953 spielte. Nach einem Zwischenaufenthalt am Schauspielhaus Erfurt ging er zum Schauspielhaus Leipzig, dem er bis mindestens 1988 angehörte.
Neben weiteren Aufgaben als Darsteller bei der DEFA sowie beim Fernsehen war er besonders in über 125 Rollen als Hörspielsprecher aktiv.

## Filmografie
- 1955: Der Ochse von Kulm
- 1955: Robert Mayer – Der Arzt aus Heilbronn
- 1956: Der Teufelskreis
- 1956: Thomas Müntzer – Ein Film deutscher Geschichte
- 1956: Der Hauptmann von Köln
- 1964: Viel Lärm um nichts
- 1966: Zeugen (Fernsehspiel)
- 1966: Der Staatsanwalt hat das Wort: Tote Seelen (Fernsehreihe)
- 1967: Ein Lord am Alexanderplatz
- 1972: Trotz alledem!
- 1979: Für Mord kein Beweis
- 1980: Die Schmuggler von Rajgrod
- 1982: Der Staatsanwalt hat das Wort: Ich bin Joop van der Dalen
- 1983: Polizeiruf 110: Der Selbstbetrug (Fernsehreihe)

## Theater
- 1952: Howard Fast: Dreißig Silberlinge – Regie: Helfried Schöbel (Deutsches Nationaltheater Weimar)
- 1952: Molière: Der Geizige – Regie: ? (Deutsches Nationaltheater Weimar)
- 1953: Friedrich Schiller: Wilhelm Tell (Reichsvogt Hermann Geßler) – Regie: Willy Semmelrogge (Städtische Bühnen Erfurt)
- 1953: Gerhart Hauptmann: Der Biberpelz (Doktor Fleischer) – Regie: Helfried Schöbel (Städtische Bühnen Erfurt)
- 1953: Maxim Gorki: Die Feinde (Nikolaj  Skrobotow) – Regie: Hans Dieter Mäde (Städtische Bühnen Erfurt)
- 1954: Jean Baptiste Molière: Tartuffe (Tartuffe) – Regie: Helfried Schöbel (Städtische Bühnen Erfurt)
- 1954: Miguel Cervantes: Das wundertätige Puppentheater (Chanfalla, Gaukler) – Regie: Willy Semmelrogge (Städtische Bühnen Erfurt)
- 1954: William Shakespeare: Viel Lärm um nichts (Don Juan, Prinz von  Arragon) – Regie: Fritz Wendel (Städtische Bühnen Erfurt)
- 1954: Alexander Kron: Das tote Tal (Oberingenieur Mechti Rustambeli) – Regie: Hans Dieter Mäde (Städtische Bühnen Erfurt)
- 1955: A. E. Scribe: Ein Glas Wasser (Henry Saint John) – Regie: Horst Bonnet (Städtische Bühnen Erfurt)
- 1955: Friedrich Schiller: Die Räuber (Franz Moor) – Regie: Hans Dieter Mäde (Städtische Bühnen Erfurt)
- 1955: Heinar Kipphardt: Shakespeare dringend gesucht (Amadeus Färbel) – Regie: Karlheinz Carpentier (Städtische Bühnen Erfurt)
- 1955: Friedrich Schiller: Wallenstein, Die Piccolomini – Wallensteins Tod (Kriegsrat von Questenberg) – Regie: Eugen Schaub (Städtische Bühnen Erfurt)
- 1955: William Shakespeare: Die Komödie der Irrungen (Solinus, Herrscher von Ephesus) – Regie: Hans Dieter Mäde (Städtische Bühnen Erfurt)
- 1955: Juri Burjakowski: Julius Fučík (Kommissar Böhm) – Regie: Hans Dieter Mäde (Städtische Bühnen Erfurt)
- 1956: Leonid Solowjow: Aufruhr in Buchara (Hussein Husslja, ein Weiser) – Regie: Hans Dieter Mäde (Städtische Bühnen Erfurt)
- 1956: Bertolt Brecht: Der kaukasische Kreidekreis (Rhapsode) – Regie: Eugen Schaub (Städtische Bühnen Erfurt)
- 1956: George Bernard Shaw: Die Häuser des Herrn Sartorius – (William de Burgh Cokane) Regie: Eugen Schaub (Städtische Bühnen Erfurt)
- 1956: Gabriela Zapolska: Die Moral der Frau Dulski – nur Regie
- 1957: Günther Weisenborn: Zwei Engel steigen aus (Walt, Reporter) – Regie: Georg Leopold (Städtische Bühnen Erfurt)
- 1957: Hans José Rehfisch: Oberst Chabert – Regie: Erich-Alexander Winds (Kammerspiele Leipzig)
- 1958: Harald Hauser: Im himmlischen Garten – Regie: Rudi Kurz (Schauspielhaus Leipzig)
- 1959: Arthur Adamov: Paolo, Paoli – Regie: Johannes Curth (Schauspielhaus Leipzig)
- 1959: Friedrich Schiller: Don Carlos (Großinquisitor) – Regie: Karl Kayser (Schauspielhaus Leipzig)
- 1959: George Bernard Shaw: Die Häuser des Herrn Sartorius – Regie: Johannes Curth (Schauspielhaus Leipzig)
- 1960: Hans José Rehfisch: Bumerang (August Bebel) – Regie: Rudi Kurz (Schauspielhaus Leipzig)
- 1962: George Bernard Shaw: Der Teufelsschüler (General Bourgeoyne) – Regie: Hans-Michael Richter (Schauspielhaus Leipzig)
- 1962: Agustín Cuzzani: Der Mittelstürmer stirbt beim Morgengrauen (Atomphysiker) – Regie: Horst Smiszek (Kammerspiele Leipzig)
- 1963: Lion Feuchtwanger: Der Teufel von Boston (Mather) – Regie: Hans-Michael Richter (Kammerspiele Leipzig)
- 1964: William Shakespeare: Timon von Athen (Apemanthus) – Regie: ? (Schauspielhaus Leipzig)
- 1964: Bertolt Brecht / Kurt Weill: Die Dreigroschenoper – Regie: Heinrich Voigt (Schauspielhaus Leipzig)
- 1965: Jacques Deval: Stürmische Überfahrt bei spiegelglatter See  – Regie: Walter Niklaus (Kammerspiele Leipzig)
- 1966: Rolf Hochhuth: Der Stellvertreter (Papst) – Regie: Karl Kayser (Schauspielhaus Leipzig)
- 1966: Friedrich Schiller: Maria Stuart (Burleigh) – Regie: Karl Kayser (Schauspielhaus Leipzig)
- 1966: Hans Günter Michelsen: Helm (Kenkmann, Ex-Oberst) – Regie: Peter Förster (Schauspielhaus Leipzig)
- 1968: Armand Garri: V wie Vietnam (Doktor XYZ) – Regie: Gotthard Müller (Kammerspiele Leipzig)
- 1968: George Bernard Shaw: Die Millionärin – Regie: Hans-Michael Richter (Schauspielhaus Leipzig)
- 1969: Sean O’Casey: Kikeriki – Regie: Gotthard Müller (Kammerspiele Leipzig)
- 1970: Hans Magnus Enzensberger: Das Verhör von Habana (Prophet des Dritten Weges) – Regie: Karl Kayser (Kellertheater Leipzig)
- 1980: Friedrich Dürrenmatt: Die Physiker (Einstein) – Regie: Hans-Michael Richter (Schauspielhaus Leipzig)
- 1981: Gotthold Ephraim Lessing: Nathan der Weise (Patriarch) – Regie: Peter Röll (Schauspielhaus Leipzig)
- 1984: Friedrich Schiller: Kabale und Liebe (Kammerdiener) – Regie: Karl Kayser (Schauspielhaus Leipzig)
- 1985: Brian Friel: Die Liebesaffaren der Cass McGuire (Ingram) – Regie: Gotthard Müller (Kellertheater Leipzig)
- 1988: Heinrich Böll: Frauen vor Flußlandschaft (Heinrich von Kreyl) – Regie: Gotthard Müller (Kellertheater Leipzig)

## Hörspiele
- 1960: Walentin Katajew: In den Katakomben von Odessa  – Regie: Günter Bormann (Hörspiel, 3 Teile – Rundfunk der DDR)
- 1965: Alfred Polgar: Der Manter (Dr. Monnier) – Regie: Helmut Hellstorff (Hörspiel – Rundfunk der DDR)
- 1966: Richard Groß: Der Mann aus dem anderen Jahrtausend – Regie: Walter Niklaus (Kinderhörspiel, Science-Fiction-Hörspiel, 4 Teile – Rundfunk der DDR)
- 1966: William Shakespeare: Der Sturm  (Alonso, König von Neapel) – Regie: Fritz Göhler (Hörspiel – Rundfunk der DDR)
- 1967: Ludwig Achtel: Karriere N (Tallien) – Regie: Hans Knötzsch (Hörspiel – Rundfunk der DDR)
- 1967: Franz Carl Weiskopf: Puten und Tränen – Regie: Wolfgang Brunecker (Hörspiel – Rundfunk der DDR)
- 1968: Rudolf H. Daumann: Der Mann mit der Machete  (Kronrichter) – Regie: Walter Niklaus (Kinderhörspiel, 2 Teile – Rundfunk der DDR)
- 1968: Heide Wendland-Herold: Im Schatten der Mitternachtssonne – Regie: Günter Bormann (Kinderhörspiel, 2 Teile – Rundfunk der DDR)
- 1969: Daniel Defoe: Die seltsamen und überraschenden Abenteuer des Robinson Crusoe – Seemann aus York (Robinsons Vater) – Regie: Klaus Zippel (Kinderhörspiel, 2 Teile – Rundfunk der DDR)
- 1970: Ruth Herrfurth: Schellfischaugen (Superintendent Bruce) – Regie: Walter Niklaus (Kriminalhörspiel – Rundfunk der DDR)
- 1970: Hans-Ulrich Lüdemann: Prozeß ohne Urteil – Regie: Helmut Hellstorff (Hörspiel – Rundfunk der DDR)
- 1971: Rudolf Bartsch: Coeur d'Alene (Direktor) – Regie: Werner Grunow (Hörspiel – Rundfunk der DDR)
- 1971: Jean Pierre Chabrol: Ein kleiner Sou für eine große Kanone (Fruchant) – Regie: Peter Groeger (Hörspiel – Rundfunk der DDR)
- 1972: Lajos Mesterhazy: Das Grab des Genies (Kontra) – Regie: Helmut Hellstorff (Hörspiel – Rundfunk der DDR)
- 1973: Wilhelm Raabe: Die Gänse von Bützow (Eyring) – Regie: Walter Niklaus (Hörspiel – Rundfunk der DDR)
- 1973: Hans Siebe: Kleiner Mann gesucht (Ritter) – Regie: Walter Niklaus (Kriminalhörspiel – Rundfunk der DDR)
- 1974: Aleksander Fredro: Die Lebensrente (Orgon) – Regie: Walter Niklaus (Hörspiel – Rundfunk der DDR)
- 1974: Rainer Lindow: Mögen Sie Stiefmütterchen (Herbst) – Regie: Barbara Plensat (Hörspiel – Rundfunk der DDR)
- 1975: Karlheinz Klimt: Andreas und der Knochenmann (Sylvius) – Regie: Rüdiger Zeige (Kinderhörspiel – Rundfunk der DDR)
- 1975: Maurice S. Andrews: Der Mord in der Pension „Zum Edlen Roß“ (Lord Griffin) – Regie: Klaus Zippel (Kinderhörspiel/Kriminalhörspiel – Rundfunk der DDR)
- 1976: Robert Louis Stevenson: Der Diamant des Radschas (Blacksmith) – Regie: Walter Niklaus (Kinderhörspiel, 5 Teile – Rundfunk der DDR)
- 1976: Johann Wolfgang von Goethe: Die Leiden des jungen Werthers (Graf) – Regie: Walter Niklaus (Hörspiel – Rundfunk der DDR)
- 1977: Dorothy L. Sayers: In die Irre geführt (Mr. Gimbold) – Regie: Klaus Zippel (Kurzhörspiel/Kriminalhörspiel – Rundfunk der DDR)
- 1977: Lion Feuchtwanger: Die Füchse im Weinberg (Charlot) – Regie: Walter Niklaus (Hörspiel, 3 Teile – Rundfunk der DDR)
- 1978: Gerhard Jäckel: Sonntagsfrühstück (Paul de la Roche) – Regie: Klaus Zippel (Kurzhörspiel/Kriminalhörspiel – Rundfunk der DDR)
- 1978: E. T. A. Hoffmann: Zinnober (Professor) – Regie: Manfred Täubert (Kinderhörspiel – Rundfunk der DDR)
- 1979: Horst-Ulrich Semmler: Legende vom ewigen Leben (Eremit) – Regie: Horst Liepach (Kinderhörspiel – Rundfunk der DDR)
- 1979: Isidora Aguirre: Der Tiger, der Zigeuner und die dicke Romilia (Stimme des Patrons) – Regie: Helmut Hellstorff (Hörspiel – Rundfunk der DDR)
- 1980: Joachim Knauth: Der Prinz von Portugal (Einsiedler) – Regie: Walter Niklaus (Kinderhörspiel – Rundfunk der DDR)
- 1980: Frane Punter: Der Apfel (Apfelbaum) – Regie: Ingeborg Medschinski (Kinderhörspiel – Rundfunk der DDR)
- 1981: Mark Twain: Leben auf dem Mississippi – Regie: Günter Bormann (Kinderhörspiel, 5 Teile – Rundfunk der DDR)
- 1981: Karl Emil Franzos: Der lateinische Kanonier (Lang) – Regie: Günter Bormann (Kurzhörspiel/Kinderhörspiel – Rundfunk der DDR)
- 1982: Jala Khoury: Gott mit euch, Genossen (Kabalan) – Regie: Helmut Hellstorff (Hörspiel – Rundfunk der DDR)
- 1982: Sergei Mstislawski: Ein Mann namens Gratsch – Regie: Klaus Zippel (Kinderhörspiel, Teil 4 und 5 – Rundfunk der DDR)
- 1983: Sybill Mehnert: Das Familienerbstück (Mollenhauer) – Regie: Günter Bormann (Kurzhörspiel/Kriminalhörspiel – Rundfunk der DDR)
- 1983: Dietrich Knack: Lockungen (Rechtsanwalt) – Regie: Günter Bormann (Kurzhörspiel/Kriminalhörspiel – Rundfunk der DDR)
- 1984: Monika Kubisch: Die Brücke nach Tanger (Derwitz) – Regie: Walter Niklaus (Kurzhörspiel/Kinderhörspiel – Rundfunk der DDR)
- 1984: Elena Antalova: Zu Hause, was is'n das (Direktor) – Regie: Günter Bormann (Hörspiel – Rundfunk der DDR)
- 1985: Bernd Schirmer: Das hölzerne Schloß (Minister) – Regie: Walter Niklaus (Kinderhörspiel – Rundfunk der DDR)
- 1985: Gerhart Hauptmann: Vor Sonnenuntergang (Pastor) – Regie: Walter Niklaus (Hörspiel – Rundfunk der DDR)
- 1986: Hans Schneider: Die Königskobra – Regie: Günter Bormann (Kinderhörspiel, 2 Teile – Rundfunk der DDR)
- 1986: Roland Müller: Nach der Autogrammstunde (Direktor) – Regie: Annegret Berger (Kurzhörspiel/Kriminalhörspiel – Rundfunk der DDR)
- 1987: Sabine Heinrich: Bild im Entree (Prof. Leery) – Regie: Günter Bormann (Kurzhörspiel/Kriminalhörspiel – Rundfunk der DDR)
- 1987: Peter Gauglitz: Lösegeld für eine Leiche (Dr. Hathaway) – Regie: Günter Bormann (Kurzhörspiel/Kriminalhörspiel – Rundfunk der DDR)
- 1989: Inge Ristock:  Das Largo auf dem Zerrwanst (Fritz Stangel) – Regie: Klaus Zippel (Kurzhörspiel – Rundfunk der DDR)
- 1989: Peter Gosse: Walpurgisnacht – Regie: Walter Niklaus (Hörspiel – Rundfunk der DDR)
- 1990: Hannelore Steiner: Sternstunden (Schmiedel) – Regie: Klaus Zippel (Kurzhörspiel/Kriminalhörspiel – Rundfunk der DDR)
- 1990: Klaus G. Zabel: Playback (Maitre Morlon) – Regie: Günter Bormann (Kurzhörspiel/Kriminalhörspiel – Rundfunk der DDR)
- 1991: Antoine de Saint-Exupéry: Der kleine Prinz (Laternenanzünder) – Regie: Horst Liepach (Kinderhörspiel – Funkhaus Berlin)
- 1992: Peter Weiss: Blutnacht (Der Warner) – Regie: Walter Adler (Hörspiel – MDR)
- 1992: Walter Hasenclever/Kurt Tucholsky: Christoph Kolumbus oder die Entdeckung Amerikas (Kardinal-Erzbischof von Toledo) – Regie: Walter Niklaus (Hörspiel – MDR)
- 1993: Jan Eik: Der Rest ist Schweigen (Pedersen) – Regie: Bert Bredemeyer (Kriminalhörspiel – MDR)
- 1993: Franz Zauleck: Der Tannenbaum (2. Blautanne) – Regie: Raoul Wolfgang Schnell (Kinderhörspiel – MDR)
- 1994: Rolf Schneider: Ahornstraße 12 (Dr. med. Meistermann) – Regie: Barbara Plensat (Hörspiel – MDR)
- 1994: Lothar Stemwedel: Blond ist nicht zu sehen (Ministerpräsident) – Regie: Klaus Zippel (Science-Fiction-Hörspiel – MDR)

## Synchronisationen
| Film                      | Jahr                       | Rolle          | Darsteller        |
| ------------------------- | -------------------------- | -------------- | ----------------- |
| Das Spinnennest           | 1944 (3. DDR Synchro 1980) | Adam Gilflower | Arthur Hohl       |
| Die Frau in Grün          | 1945 (3. DDR Synchro 1980) | Dr. Onslow     | Frederick Worlock |
| Das Geheimnis der Festung | 1961                       | Gei Gei Kössa  | Andrei Fait       |